# Alfred Ronner
Alfred Ronner (Sint-Joost-ten-Node, 10 december 1851 – Elsene, 22 oktober 1901) was een Belgisch kunstschilder en graficus.

## Biografie
Ronner werd geboren als zoon van Feico Ronner en Henriëtte Ronner-Knip. Hij was een broer van Alice Ronner (1857-1957) en Emma Ronner (1860-1930), beiden stillevenschilderessen.
Ronner was leerling van zijn moeder, die een vermaard dierenschilderes was, voornamelijk bekend om haar taferelen met honden en poezen. Ook zijn grootouders, zussen, enkele ooms, tantes en neven van moederszijde waren schilders van meer of min aanzien. Aldus groeide Alfred Ronner op in een milieu dat uitdrukkelijk artistiek was.
Hij volgde ook een opleiding aan de Academie voor Schone Kunsten in Brussel waar hij van 1868 tot 1879 ingeschreven stond. Hij koos een andere schilderspecialiteit dan zijn moeder en zusters, nl. het portret en het genretafereel. Ronner nam geregeld deel aan binnenlandse salons, maar evenaarde nooit de vermaardheid van zijn moeder en zuster.
In 1880 nam hij deel aan de Romeprijs voor Schilderkunst maar kwam niet verder dan de voorbereidende proeven.
Hij gaf het schilderen op wegens de terpentijndampen die zijn zwakke longen irriteerden en legde zich daarna speciaal toe op de boekillustratie.
Na het overlijden van zijn vader in 1883 behartigde Ronner de zaken van zijn moeder in verband met de verkoop en tentoonstelling van haar schilderijen. Na Alfreds dood veilden zijn zussen zijn nalatenschap in twee fasen (Boussod, Valadon & Cie in Den Haag, 1911 en Frederik Muller & Cie, Amsterdam in 1919), samen met de atelierstukken van hun moeder. Hij en zijn moeder waren de leermeesters van kunstschilder Marcel Jefferys.
Ronner bleef ongehuwd en woonde lange tijd in hetzelfde huis als zijn ouders en zussen, maar ging uiteindelijk zelfstandig wonen. Hij overleed echter wel in het ouderlijke huis, op 22 oktober 1901.

## Beperkte stamboom familie Knip
|                        |                        |                        |                        |                        |                        |  |  |                       |                       | Nicolaas Frederik Knip | Nicolaas Frederik Knip | Nicolaas Frederik Knip | Nicolaas Frederik Knip | Nicolaas Frederik Knip | Nicolaas Frederik Knip |              |              | Anna Elisabeth Drexler | Anna Elisabeth Drexler | Anna Elisabeth Drexler | Anna Elisabeth Drexler | Anna Elisabeth Drexler | Anna Elisabeth Drexler |                    |                    |             |             |                 |                 |                 |                 |                 |                 |  |  |                         |                         |                         |                         |                         |                         |  |  |  |  |  |  |                      |                      |                      |                      |                      |                      |
|                        |                        |                        |                        |                        |                        |  |  |                       |                       | Nicolaas Frederik Knip | Nicolaas Frederik Knip | Nicolaas Frederik Knip | Nicolaas Frederik Knip | Nicolaas Frederik Knip | Nicolaas Frederik Knip |              |              | Anna Elisabeth Drexler | Anna Elisabeth Drexler | Anna Elisabeth Drexler | Anna Elisabeth Drexler | Anna Elisabeth Drexler | Anna Elisabeth Drexler |                    |                    |             |             |                 |                 |                 |                 |                 |                 |  |  |                         |                         |                         |                         |                         |                         |  |  |  |  |  |  |                      |                      |                      |                      |                      |                      |
|                        |                        |                        |                        |                        |                        |  |  |                       |                       |                        |                        |                        |                        |                        |                        |              |              |                        |                        |                        |                        |                        |                        |                    |                    |             |             |                 |                 |                 |                 |                 |                 |  |  |                         |                         |                         |                         |                         |                         |  |  |  |  |  |  |                      |                      |                      |                      |                      |                      |
|                        |                        |                        |                        |                        |                        |  |  |                       |                       |                        |                        |                        |                        |                        |                        |              |              |                        |                        |                        |                        |                        |                        |                    |                    |             |             |                 |                 |                 |                 |                 |                 |  |  |                         |                         |                         |                         |                         |                         |  |  |  |  |  |  |                      |                      |                      |                      |                      |                      |
| Josephus Augustus Knip | Josephus Augustus Knip | Josephus Augustus Knip | Josephus Augustus Knip | Josephus Augustus Knip | Josephus Augustus Knip |  |  | Cornelia van Leeuwen  | Cornelia van Leeuwen  | Cornelia van Leeuwen   | Cornelia van Leeuwen   | Cornelia van Leeuwen   | Cornelia van Leeuwen   |                        |                        |              |              |                        |                        | Mattheus Derk Knip     | Mattheus Derk Knip     | Mattheus Derk Knip     | Mattheus Derk Knip     | Mattheus Derk Knip | Mattheus Derk Knip |             |             | Elisabeth Ubens | Elisabeth Ubens | Elisabeth Ubens | Elisabeth Ubens | Elisabeth Ubens | Elisabeth Ubens |  |  | Henriëtta Geertrui Knip | Henriëtta Geertrui Knip | Henriëtta Geertrui Knip | Henriëtta Geertrui Knip | Henriëtta Geertrui Knip | Henriëtta Geertrui Knip |  |  |  |  |  |  | Frederik Willem Knip | Frederik Willem Knip | Frederik Willem Knip | Frederik Willem Knip | Frederik Willem Knip | Frederik Willem Knip |
| Josephus Augustus Knip | Josephus Augustus Knip | Josephus Augustus Knip | Josephus Augustus Knip | Josephus Augustus Knip | Josephus Augustus Knip |  |  | Cornelia van Leeuwen  | Cornelia van Leeuwen  | Cornelia van Leeuwen   | Cornelia van Leeuwen   | Cornelia van Leeuwen   | Cornelia van Leeuwen   |                        |                        |              |              |                        |                        | Mattheus Derk Knip     | Mattheus Derk Knip     | Mattheus Derk Knip     | Mattheus Derk Knip     | Mattheus Derk Knip | Mattheus Derk Knip |             |             | Elisabeth Ubens | Elisabeth Ubens | Elisabeth Ubens | Elisabeth Ubens | Elisabeth Ubens | Elisabeth Ubens |  |  | Henriëtta Geertrui Knip | Henriëtta Geertrui Knip | Henriëtta Geertrui Knip | Henriëtta Geertrui Knip | Henriëtta Geertrui Knip | Henriëtta Geertrui Knip |  |  |  |  |  |  | Frederik Willem Knip | Frederik Willem Knip | Frederik Willem Knip | Frederik Willem Knip | Frederik Willem Knip | Frederik Willem Knip |
|                        |                        |                        |                        |                        |                        |  |  |                       |                       |                        |                        |                        |                        |                        |                        |              |              |                        |                        |                        |                        |                        |                        |                    |                    |             |             |                 |                 |                 |                 |                 |                 |  |  |                         |                         |                         |                         |                         |                         |  |  |  |  |  |  |                      |                      |                      |                      |                      |                      |
|                        |                        |                        |                        |                        |                        |  |  |                       |                       |                        |                        |                        |                        |                        |                        |              |              |                        |                        |                        |                        |                        |                        |                    |                    |             |             |                 |                 |                 |                 |                 |                 |  |  |                         |                         |                         |                         |                         |                         |  |  |  |  |  |  |                      |                      |                      |                      |                      |                      |
| Augustus Knip          | Augustus Knip          | Augustus Knip          | Augustus Knip          | Augustus Knip          | Augustus Knip          |  |  | Henriëtte Ronner-Knip | Henriëtte Ronner-Knip | Henriëtte Ronner-Knip  | Henriëtte Ronner-Knip  | Henriëtte Ronner-Knip  | Henriëtte Ronner-Knip  |                        |                        | Feico Ronner | Feico Ronner | Feico Ronner           | Feico Ronner           | Feico Ronner           | Feico Ronner           |                        |                        | Henri Knip         | Henri Knip         | Henri Knip  | Henri Knip  | Henri Knip      | Henri Knip      |                 |                 |                 |                 |  |  |                         |                         |                         |                         |                         |                         |  |  |  |  |  |  |                      |                      |                      |                      |                      |                      |
| Augustus Knip          | Augustus Knip          | Augustus Knip          | Augustus Knip          | Augustus Knip          | Augustus Knip          |  |  | Henriëtte Ronner-Knip | Henriëtte Ronner-Knip | Henriëtte Ronner-Knip  | Henriëtte Ronner-Knip  | Henriëtte Ronner-Knip  | Henriëtte Ronner-Knip  |                        |                        | Feico Ronner | Feico Ronner | Feico Ronner           | Feico Ronner           | Feico Ronner           | Feico Ronner           |                        |                        | Henri Knip         | Henri Knip         | Henri Knip  | Henri Knip  | Henri Knip      | Henri Knip      |                 |                 |                 |                 |  |  |                         |                         |                         |                         |                         |                         |  |  |  |  |  |  |                      |                      |                      |                      |                      |                      |
|                        |                        |                        |                        |                        |                        |  |  |                       |                       |                        |                        |                        |                        |                        |                        |              |              |                        |                        |                        |                        |                        |                        |                    |                    |             |             |                 |                 |                 |                 |                 |                 |  |  |                         |                         |                         |                         |                         |                         |  |  |  |  |  |  |                      |                      |                      |                      |                      |                      |
|                        |                        |                        |                        |                        |                        |  |  |                       |                       |                        |                        |                        |                        |                        |                        |              |              |                        |                        |                        |                        |                        |                        |                    |                    |             |             |                 |                 |                 |                 |                 |                 |  |  |                         |                         |                         |                         |                         |                         |  |  |  |  |  |  |                      |                      |                      |                      |                      |                      |
|                        |                        |                        |                        |                        |                        |  |  | Alfred Ronner         | Alfred Ronner         | Alfred Ronner          | Alfred Ronner          | Alfred Ronner          | Alfred Ronner          |                        |                        | Alice Ronner | Alice Ronner | Alice Ronner           | Alice Ronner           | Alice Ronner           | Alice Ronner           |                        |                        | Emma Ronner        | Emma Ronner        | Emma Ronner | Emma Ronner | Emma Ronner     | Emma Ronner     |                 |                 |                 |                 |  |  |                         |                         |                         |                         |                         |                         |  |  |  |  |  |  |                      |                      |                      |                      |                      |                      |

## Enkele titels van werken
- “Christus in het graf” (1875)
- Antwerpen, Salon 1873 :“Zonder brood”
- Levende Meesters, 1878 : “Aanvraag om uitstel”
- Levende Meesters, 1881 : “De maaltijd”
- Gent, Salon 1883: “Bij de fontein”
- Gent, Salon 1886: “Portret”
- Levende Meesters, 1887 : “Oude visser”.

## Illustrator

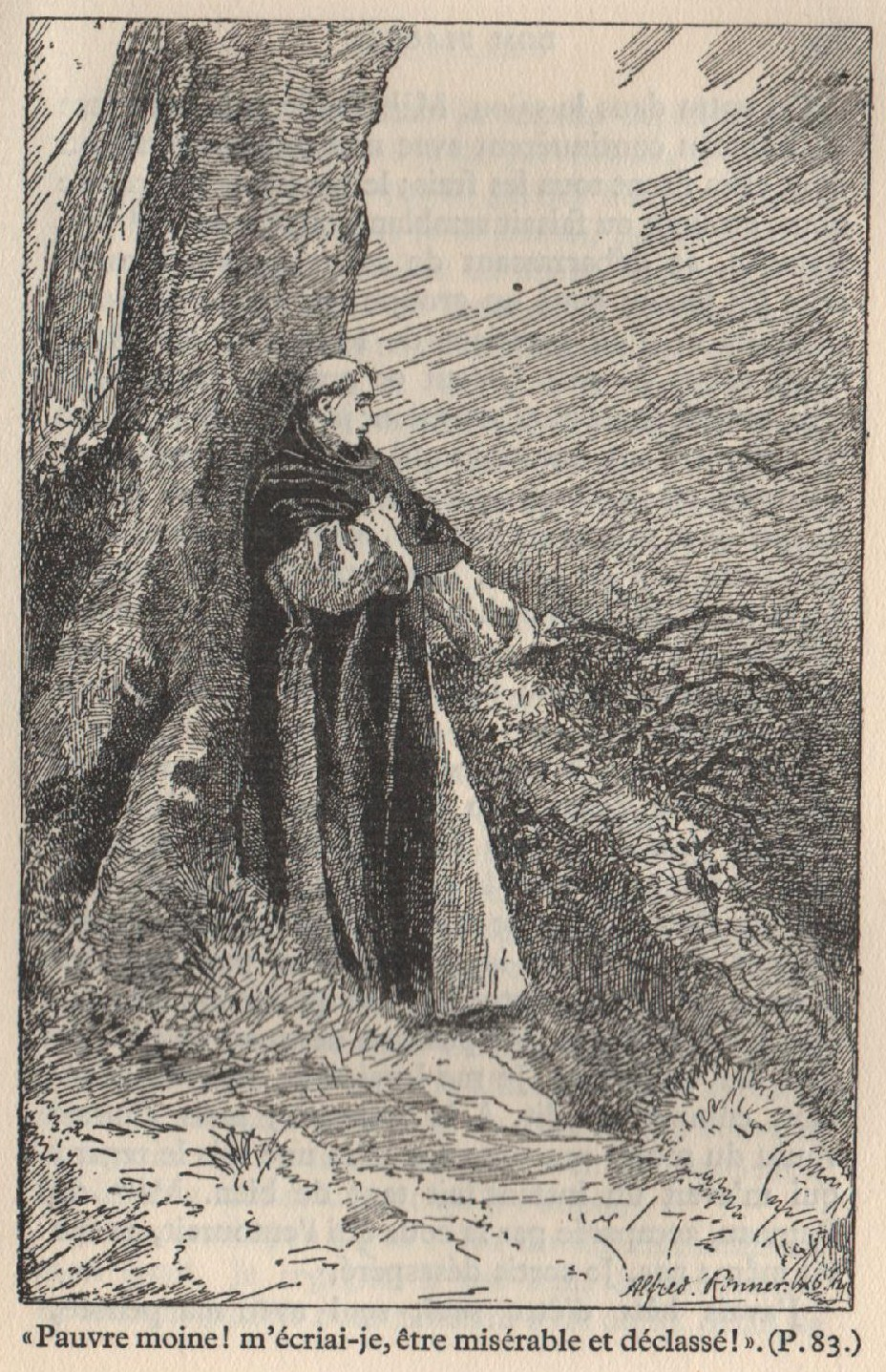
Een illustratie uit Dom Placide

Voor de Brusselse uitgeverij A.N. Lebègue & Cie illustreerde hij historische romans voor kinderen en educatieve boeken. Enkele titels :
- H.G. Moke, “Le gueux de Mer ou la Belgique sous le duc d’Albe” (1894)
- H.G. Moke, “Le Gueux de Bois ou les patriotes belges de 1566” (1898)
- Van Bemmel, “Dom Placide. Mémoires du dernier moine de l’abbaye de Villers” (1885)
- Grenez-Majeur “Vocabulaire et rédaction. Cours practique et gradué en trois degrés concentriques” (1896).

Hij leverde ook veel tekeningen voor de Société d’Archéologie de Bruxelles : illustraties bij boeken en artikels over de geschiedenis van Brussel, Brabant en Wallonië. Zo voor enkele publicaties van August Van Gele :
- “Quatre Promenades à Waterloo. Excursions et Promenades” (Brussel, 1900)
- “Gaesbeek et Lombeek Notre-Dame. Excursions et Promenades” (Brussel, 1900)
- “Excursions et Promenades. Diest, Montaigu, l’Abbaye d’Averbode, Tirlemont (Brussel, 1900),
- “Brabant en Images” (Brussel, na 1900).

Een andere auteur die hij illustreerde was Alfred Mabille :
- “Bruxelles”, “Bruxelles communal et pittoresque” (1880)
- “Les environs de Bruxelles” (Brussel, 1896).

Een derde was Séverin wiens “Histoire de Belgique en images” hij illustreerde.
Verder was er Marie Du Caju, auteur van pedagogisch-opvoedkundige boeken
- “Le Livre d’Epargne et de la Prévoyance” (Brussel, 1897)
- “Fleurs et fruits – Bloemen en vruchten"
- “De vrouwelijke opvoeding in haar verband met de eischen des levens (Brussel, 1896)
- “Leerboek voor het onderwijs in huishoudkunde” (Brussel, 1898),
- “De jonge huishoudster. Leerboek van huishoudkunde en gezondheidsleer voor huishoudelijke en lagere scholen met prenten” (Brussel, 1898).

Voor de Leidse uitgeverij Slijthoff illustreerde hij diverse jeugdboeken : J. Stamperius, “Heintje” (1901); H.J. Krebbers, “Eigen schuld” (1901); Klazina Elisabeth van der Tuuk, “Rozefee en Pollo en zijn vrienden” (1900), P. Louwerse, “Vlissinger Michiel”. Van een totaal andere orde waren zijn illustraties voor “J. Van Lennep, “De vermakelijke Latijnsche spraakkunst ten nutte van de jeugd…”.

## Musea
- Den Haag, Gemeentemuseum, Prentenkabinet